# روي روبرتس (لاعب كرة قاعدة)
روي روبرتس (بالإنجليزية: Roy Roberts)‏ هو لاعب كرة قاعدة أمريكي، ولد في 21 يونيو 1894، وتوفي في 1964 في نيويورك في الولايات المتحدة.